# Île Adams
L'île Adams est la seconde île des îles Auckland par la superficie. Elle a une superficie de 61,3 km2. Son point culminant est le mont Dick avec 659 mètres d'altitude.
Elle fait partie des îles subantarctiques de Nouvelle-Zélande.

## Galerie

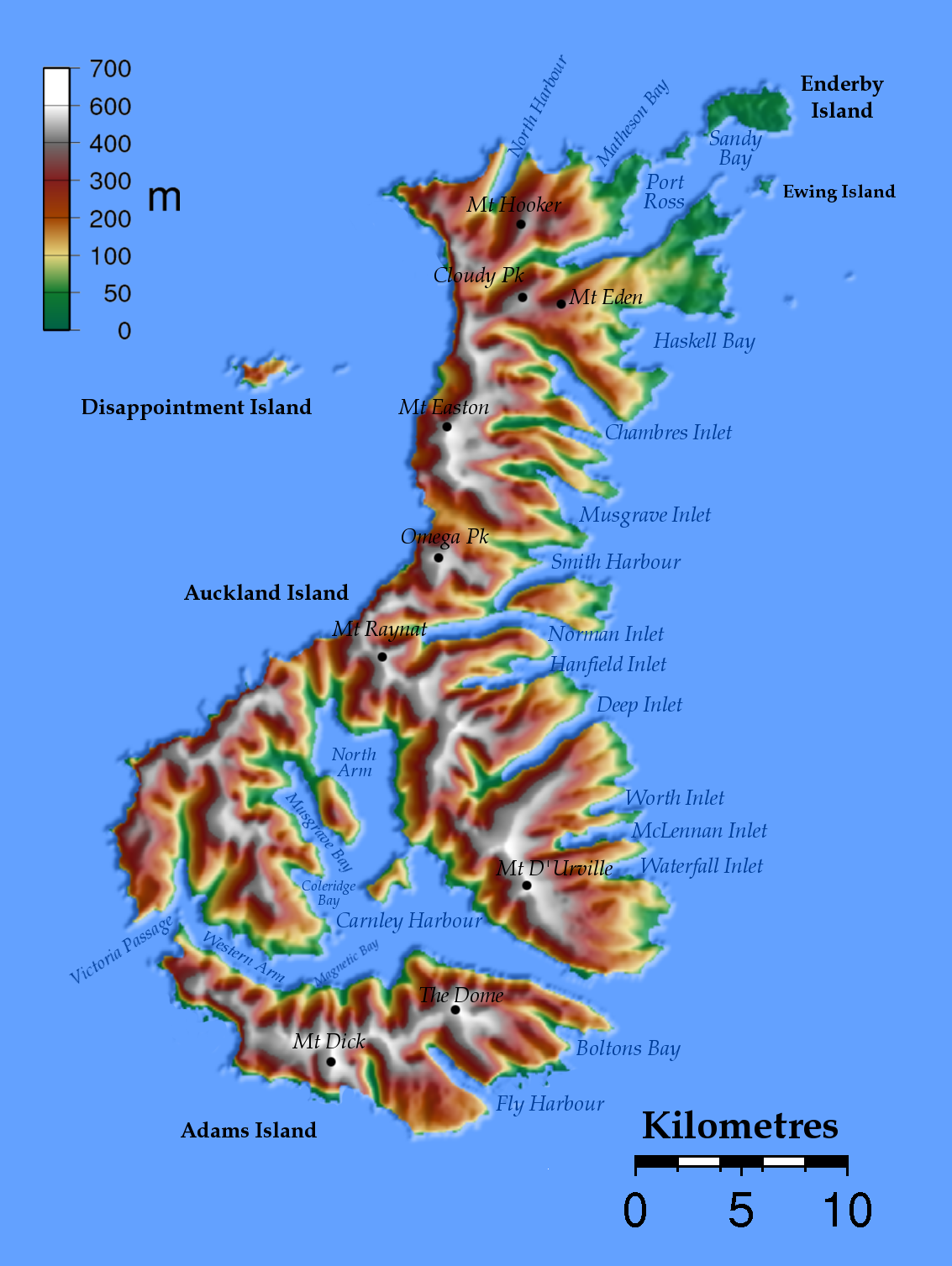
L'île Adams au sud.
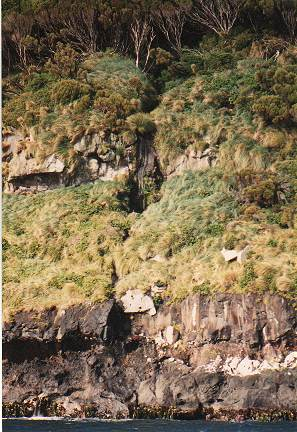
La végétation typique de l'île Adams.